# Kanakysaurus viviparus
Espèce
Statut de conservation UICN

 EN B1ab(i,ii,iii,iv)+2ab(i,ii,iii,iv) : En danger
Kanakysaurus viviparus est une espèce de sauriens de la famille des Scincidae.

## Répartition
Cette espèce est endémique de Nouvelle-Calédonie. Elle se rencontre dans le nord de la Province Nord ainsi que dans les îles Pott et Art.

## Étymologie
Le nom spécifique viviparus vient du latin viviparus, vivipare, en référence au mode de reproduction de ce saurien.

## Publication originale
- Sadlier, Bauer, Smith & Whitaker, 2004 : A New Genus and Species of Live-Bearing Scincid Lizard (Reptilia: Scincidae) from New Caledonia. Journal of Herpetology, vol. 38, no 3, p. 320-330 (texte intégral).